# Parectecephala granulosa
Parectecephala granulosa är en tvåvingeart som först beskrevs av Malloch 1931.  Parectecephala granulosa ingår i släktet Parectecephala och familjen fritflugor.
Artens utbredningsområde är Tasmanien. Inga underarter finns listade i Catalogue of Life.